# Łopuszna (rejon samborski)
Łopuszna (ukr. Лопушно) – wieś na Ukrainie w rejonie samborskim należącym do obwodu lwowskiego.